# NGC 134

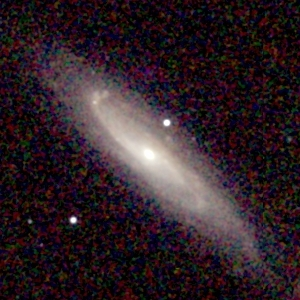
NGC 134 door Two Micron All Sky Survey (2MASS)

NGC 134 (ook wel PGC 1851, ESO 350-23, MCG -6-2-12, AM 0027-333 of IRAS00278-3331) is een balkspiraalstelsel van het Hubble-type SBc in het sterrenbeeld Beeldhouwer die op ongeveer 70 miljoen lichtjaar afstand van de Aarde staat.
NGC 134 werd op 7 juli 1826 ontdekt door de Schotse astronoom James Dunlop.
Samen met NGC 131 bevindt dit stelsel zich, vanaf de Aarde gezien, op een halve graad ten zuidoosten van de ster Eta Sculptoris. NGC 134, NGC 131, en Eta Sculptoris klimmen tijdens de culminatie, vanuit de Benelux gezien, tot 6 graden boven de zuidelijke horizon.